# Christian aus dem Winckel
Christian aus dem Winckel (* 18. September 1677 in Schierau; † 31. Oktober 1752 in Zerbst) war ein anhalt-zerbstischer Oberhofmarschall und Oberhofmeister sowie Erb- und Gerichtsherr auf Schierau, Möst und Oberthau.

## Leben
Er stammte aus dem Adelsgeschlecht aus dem Winckel und war ein Vertreter der von 1527 bis Mitte des 19. Jahrhunderts existierenden Linie zu Schierau. Sein Vater war Hans Ernst aus dem Winckel. Dieser wurde nach dem Tod des Herzogs Christian d. J. von Sachsen-Merseburg 1695 mit dem Mannlehngut Schierau und dem Dorf Möst belebt, starb noch im gleichen Jahr und hinterließ die drei Söhne Hans Ernst, Christian und Friedrich Abraham aus dem Winckel. Christian aus dem Winckel übernahm 1706 das Rittergut Schierau mit dem Dorf Möst erblich.
In Oberthau besaß Christian aus dem Winckel den sogenannten Unter- oder Wallhof, ein Mannlehnrittergut, das bei der Lehnskanzlei des Hochstifts Merseburg als Lehen ausgegeben wurde. Seine Ehefrau Maria Sabina geborene von Berbisdorff hatte dieses Rittergut mit in die Ehe gebracht. Sie hatte das Gut von ihrem ersten Ehemann, dem Merseburger Dompropst, Stiftsrat und Konsistorialrat Carl Otto Bose auf Ermlitz im Jahre 1700 erhalten. Nachdem ihr erster Ehemann am 26. Oktober 1707 durch einen Schlaganfall während der Verrichtung seines Dienstgeschäftes im Konsistorium Merseburg plötzlich verstorben war, heiratete sie nach der Trauerzeit den verwitweten Christian aus dem Winckel. Dessen erste Ehefrau, Rahel Philippina geborene von Pölnitz (* 8. August 1686), die er 1703 in Altenburg geheiratet hatte, starb am 26. April 1708 in Zerbst. Ludwig Ernst von Pöllnitz (1641–1695) war sein Schwiegervater. Dieser war kursächsischer Politiker, sowie Erbherr auf Röpsen und Benndorf, zudem war er Dompropst in Naumburg und altenburgischer Landes-Direktor.
Als Deputierter der Amtssassen von Schierau nahm er an den kursächsischen Landtagen von 1699 bis 1722 teil: Er war jeweils Mitglied im Weiteren Ausschuss.
Maria Sabina aus dem Winckel starb im 73. Lebensjahr am 27. April 1743 in Zerbst und wurde am 30. April in der dortigen Dreifaltigkeitskirche beigesetzt. Im Jahr vor ihrem Tod hatte sie das Rittergut Oberthau an ihren Verwandten aus erster Ehe, Carl Wilhelm Bose, verkauft.
Er wurde nach dem Tod 1752 in der Kirche zur Heiligen Dreifaltigkeit in Zerbst beigesetzt und hinterließ keine männlichen Erben.